# Белокуров, Константин Сергеевич
Константин Сергеевич Белокуров (27 сентября 1907, Пенза, Российская империя — 16 декабря 1983, Ленинград, СССР) — русский советский живописец и педагог, член Ленинградского Союза художников.

## Биография
Константин Сергеевич Белокуров родился 27 сентября 1907 года в Пензе. В 1931 году поступил на живописное отделение Института пролетарского изобразительного искусства (с 1932 — Ленинградского института живописи, скульптуры и архитектуры Всероссийской Академии художеств). В 1939 году окончил институт по мастерской Рудольфа Френца с присвоением звания художника живописи. Дипломная работа — батальная картина «Чапаевская дивизия».
Участвовал в выставках с 1939 года, экспонируя свои работы вместе с произведениями ведущих мастеров изобразительного искусства Ленинграда. Писал жанровые и батальные картины, портреты, пейзажи, натюрморты. Автор картин «Луцкий прорыв» (1940), «Разгром партизанами гитлеровской автоколонны» (1944), «Оборона Севастополя» (1945), «Дали», «Август» (обе 1951), «Осенью», «В Зеленогорске», «Горьковские места ранней весной», «Снежная изморозь» (все 1953), «На реке Вуоксе» (1957), «Лесной пейзаж» (1961), «Река Вуокса» (1963), «В яслях», «Берег Вуоксы» (обе 1964) и других. Персональные выставки произведений в 1954 и 1979 в Ленинграде. Преподавал в ЛВХПУ имени В. И. Мухиной.
Скончался 16 декабря 1983 года в Ленинграде на 77-м году жизни.
Произведения К. С. Белокурова находятся в музеях и частных собраниях России, Украины, Японии, Франции, Великобритании и других стран.

## Выставки
- 1955 год (Ленинград): "Весенняя выставка произведений ленинградских художников".
- 1957 год (Ленинград): 1917 - 1957. Выставка произведений ленинградских художников.
- 1964 год (Ленинград): Ленинград. Зональная выставка.
- 1965 год (Ленинград): Весенняя выставка произведений ленинградских художников.